# 阿氏鱔鬍鯰
阿氏鱔鬍鯰（学名：Channallabes alvarezi），為輻鰭魚綱鯰形目塘虱魚科的其中一種，為熱帶淡水魚，分布於非洲Kie及Woleu河流域，棲息在底層水域，體長可達41.3公分，生活習性不明。

## 扩展阅读
維基物種上的相關：阿氏鱔鬍鯰